# École nationale supérieure de techniques avancées Bretagne

École nationale supérieure de techniques avancées Bretagne (ENSTA Bretagne) är en fransk Grande École som utexaminerar generalistingenjörer i är Frankrike (Brest), och som är medlem av Groupe ENSTA.